# Ibisate
Ibisate fait partie d'un regroupement de 6 hameaux dans la vallée de Laminoria, faisant partie de la municipalité d'Arraia-Maeztu dans la province d'Alava dans la Communauté autonome basque.
Le village est regroupé avec d'autres hameaux tels que Aletxa, Arenaza, Leorza, Musitu, Zekuiano dans la vallée de Laminoria. Il comptait en 2007, 6 habitants.

## Référence
1. ↑  Officiellement « Ibisate » Euskal Herriko leku 2012-07-25 (Site d'Euskaltzaindia ou Académie de la langue basque)